# Copa Venezuela 2024
La Copa Venezuela 2024 fue la 51.ª edición del torneo de copa entre clubes de Venezuela, y en el cual participaron clubes de la Primera División y Segunda División. El torneo fue dirigido por la Federación Venezolana de Fútbol.
El campeón defensor fue Zamora Fútbol Club.

## Formato
Para este año, los 30 equipos participantes fueron divididos en diez grupos de tres equipos cada uno, según ubicación geográfica y considerando también la inclusión de al menos un equipo de Segunda División en cada grupo. En la fase de grupos, los equipos jugaron dos veces contra cada uno de sus rivales de grupo (una en casa y otra fuera), y los diez ganadores de grupo y los seis mejores segundos de grupo avanzaron a la fase eliminatoria. Los partidos de las rondas eliminatorias (octavos de final, cuartos de final, semifinales y final) se jugaron a un solo partido, y el equipo local en cada enfrentamiento se decidió mediante sorteo.

## Participantes

### Primera División
| Equipo                  | Ciudad         | Entrenador            | Estadio                       | Capacidad | Marca       |
| ----------------------- | -------------- | --------------------- | ----------------------------- | --------- | ----------- |
| Academia Puerto Cabello | Puerto Cabello | Noel Sanvicente       | Complejo Deportivo Socialista | 6000      | Givova      |
| Angostura               | Ciudad Bolívar | Osmar Castillo        | Ricardo Tulio Maya            | 2500      | RS          |
| Carabobo                | Valencia       | Diego Merino          | Polideportivo Misael Delgado  | 10 400    | New Arrival |
| Caracas                 | Caracas        | Henry Meléndez        | Olímpico de la UCV            | 20 900    | RS          |
| Deportivo La Guaira     | Caracas        | Juan Domingo Tolisano | Olímpico de la UCV            | 20 900    | RS          |
| Deportivo Táchira       | San Cristóbal  | Eduardo Saragó        | Polideportivo de Pueblo Nuevo | 38 755    | Boman Sport |
| Estudiantes de Mérida   | Mérida         | Daniel Farías         | Metropolitano de Mérida       | 42 200    | New Arrival |
| Inter de Barinas        | Barinas        | Leonel Vielma         | Agustín Tovar                 | 30 000    | Attle       |
| Metropolitanos          | Caracas        | José María Morr       | Olímpico de la UCV            | 20 900    | RS          |
| Monagas                 | Maturín        | Grenddy Perozo        | Monumental de Maturín         | 51 796    | RS          |
| Portuguesa              | Araure         | Jesús Ortiz           | José Antonio Páez             | 14 000    | Attle       |
| Rayo Zuliano            | Maracaibo      | Elvis Martínez        | José Encarnación Romero       | 40 800    | Attle       |
| Universidad Central     | Caracas        | Daniel Sasso          | Olímpico de la UCV            | 20 900    | RS          |
| Zamora                  | Barinas        | Alí Cañas             | Agustín Tovar                 | 25 500    | RS          |

### Segunda División
| Equipo                | Ciudad         | Entrenador          | Estadio                      | Capacidad | Marca        |
| --------------------- | -------------- | ------------------- | ---------------------------- | --------- | ------------ |
| Academia Rey          | Barquisimeto   | Fernando Torres     | Farid Richa                  | 12 000    |              |
| Atlético El Vigía     | El Vigía       | Rodín Duque         | Ramón Hernández              | 12 785    |              |
| Aragua                | Maracay        | Yoimer Segovia      | Hermanos Ghersi              | 12 000    | Lion         |
| Héroes de Falcón      | Coro           | Yamil Florido       | Ludgero Correia              | 1500      |              |
| Real Frontera         | San Cristóbal  | Carlos Ramírez      | Sede Deportiva Real Frontera | 2 500     |              |
| Trujillanos           | Valera         | Oswaldo Chaurant    | José Alberto Pérez           | 20 000    |              |
| Ureña                 | Ureña          | Edwin Quilagury     | Humberto Laureano            | 500       |              |
| Yaracuyanos           | San Felipe     | Gonzalo Martínez    | Florentino Oropeza           | 12 000    | Manita       |
| Anzoátegui            | Puerto La Cruz | Alexis Jordán       | José Antonio Anzoátegui      | 37 485    |              |
| AIFI                  | Ciudad Guayana | Edson Tortolero     | CTE Cachamay                 | 41 600    | Mago Disegno |
| Atlético La Cruz      | Maturín        | José Fasciana       | Alexander Bottini            | 8000      |              |
| Bolívar               | Ciudad Bolívar | Edward Leonet       | CTE Cachamay                 | 41 600    |              |
| Deportivo Miranda     | Caracas        | Andrea Fabri        | Brígido Iriarte              | 9800      | RS           |
| Dynamo Puerto         | Puerto La Cruz | Juvencio Betancourt | Francisco Massiani           | 500       |              |
| Marítimo de La Guaira | La Guaira      | Tony Franco         | Complejo Camurí Chico        | 2500      |              |
| Nueva Esparta         | Pampatar       | Alexander Salazar   | Dynamo La Victoria           | 1500      |              |

## Fase de grupos

### Grupo A
| Pos. | Equipo            | Pts. | PJ | G | E | P | GF | GC | Dif. | Clasificación    |     | MET | CAR | DMI |
| ---- | ----------------- | ---- | -- | - | - | - | -- | -- | ---- | ---------------- | --- | --- | --- | --- |
| 1    | Metropolitanos    | 9    | 4  | 3 | 0 | 1 | 7  | 4  | +3   | Octavos de final |     | —   | 2–1 | 2–0 |
| 2    | Caracas           | 6    | 4  | 2 | 0 | 2 | 6  | 5  | +1   |                  |     | 2–1 | —   | 2–0 |
| 3    | Deportivo Miranda | 3    | 4  | 1 | 0 | 3 | 3  | 7  | −4   |                  | 1–2 | 2–1 | —   |     |

 Fuente: Liga Futve

### Grupo B
| Pos. | Equipo                  | Pts. | PJ | G | E | P | GF | GC | Dif. | Clasificación    |     | APC | YAR | CBB |
| ---- | ----------------------- | ---- | -- | - | - | - | -- | -- | ---- | ---------------- | --- | --- | --- | --- |
| 1    | Academia Puerto Cabello | 9    | 4  | 3 | 0 | 1 | 6  | 2  | +4   | Octavos de final |     | —   | 3–0 | 0–1 |
| 2    | Yaracuyanos             | 6    | 4  | 2 | 0 | 2 | 4  | 4  | 0    |                  |     | 0–1 | —   | 2–0 |
| 3    | Carabobo                | 3    | 4  | 1 | 0 | 3 | 2  | 6  | −4   |                  | 1–2 | 0–2 | —   |     |

 Fuente: Liga Futve

### Grupo C
| Pos. | Equipo    | Pts. | PJ | G | E | P | GF | GC | Dif. | Clasificación    |  | BOL | ANG | AIF |
| ---- | --------- | ---- | -- | - | - | - | -- | -- | ---- | ---------------- |  | --- | --- | --- |
| 1    | Bolívar   | 8    | 4  | 2 | 2 | 0 | 3  | 1  | +2   | Octavos de final |  | —   | 0–0 | 0–0 |
| 2    | Angostura | 7    | 4  | 2 | 1 | 1 | 4  | 1  | +3   | Octavos de final |  | 0–1 | —   | 3–0 |
| 3    | AIFI      | 1    | 4  | 0 | 1 | 3 | 1  | 6  | −5   |                  |  | 1–2 | 0–1 | —   |

 Fuente: Liga Futve

### Grupo D
| Pos. | Equipo                | Pts. | PJ | G | E | P | GF | GC | Dif. | Clasificación    |  | EDM | IDB | AEV |
| ---- | --------------------- | ---- | -- | - | - | - | -- | -- | ---- | ---------------- |  | --- | --- | --- |
| 1    | Estudiantes de Mérida | 8    | 4  | 2 | 2 | 0 | 7  | 4  | +3   | Octavos de final |  | —   | 3–2 | 4–2 |
| 2    | Inter de Barinas      | 7    | 4  | 2 | 1 | 1 | 6  | 5  | +1   | Octavos de final |  | 0–0 | —   | 2–1 |
| 3    | Atlético El Vigía     | 1    | 4  | 0 | 1 | 3 | 4  | 8  | −4   |                  |  | 0–0 | 1–2 | —   |

 Fuente: Liga Futve

### Grupo E
| Pos. | Equipo              | Pts. | PJ | G | E | P | GF | GC | Dif. | Clasificación    |  | ANZ | UCV | NEP |
| ---- | ------------------- | ---- | -- | - | - | - | -- | -- | ---- | ---------------- |  | --- | --- | --- |
| 1    | Anzoátegui          | 10   | 4  | 3 | 1 | 0 | 6  | 1  | +5   | Octavos de final |  | —   | 1–0 | 4–1 |
| 2    | Universidad Central | 7    | 4  | 2 | 1 | 1 | 3  | 2  | +1   | Octavos de final |  | 0–0 | —   | 1–0 |
| 3    | Nueva Esparta       | 0    | 4  | 0 | 0 | 4 | 2  | 8  | −6   |                  |  | 0–1 | 1–2 | —   |

 Fuente: Liga Futve

### Grupo F
| Pos. | Equipo            | Pts. | PJ | G | E | P | GF | GC | Dif. | Clasificación    |     | DTA | URE | RFR |
| ---- | ----------------- | ---- | -- | - | - | - | -- | -- | ---- | ---------------- | --- | --- | --- | --- |
| 1    | Deportivo Táchira | 9    | 4  | 3 | 0 | 1 | 12 | 4  | +8   | Octavos de final |     | —   | 5–1 | 5–1 |
| 2    | Ureña             | 6    | 4  | 2 | 0 | 2 | 7  | 13 | −6   |                  |     | 2–1 | —   | 3–1 |
| 3    | Real Frontera     | 3    | 4  | 1 | 0 | 3 | 8  | 10 | −2   |                  | 0–1 | 6–1 | —   |     |

 Fuente: Liga Futve

### Grupo G
| Pos. | Equipo                | Pts. | PJ | G | E | P | GF | GC | Dif. | Clasificación    |  | DLG | MLG | ARA |
| ---- | --------------------- | ---- | -- | - | - | - | -- | -- | ---- | ---------------- |  | --- | --- | --- |
| 1    | Deportivo La Guaira   | 7    | 4  | 2 | 1 | 1 | 8  | 7  | +1   | Octavos de final |  | —   | 3–3 | 3–0 |
| 2    | Marítimo de La Guaira | 6    | 4  | 1 | 3 | 0 | 8  | 5  | +3   | Octavos de final |  | 3–0 | —   | 2–2 |
| 3    | Aragua                | 2    | 4  | 0 | 2 | 2 | 3  | 7  | −4   |                  |  | 1–2 | 0–0 | —   |

 Fuente: Liga Futve

### Grupo H
| Pos. | Equipo       | Pts. | PJ | G | E | P | GF | GC | Dif. | Clasificación    |     | ZAM | POR | ACR |
| ---- | ------------ | ---- | -- | - | - | - | -- | -- | ---- | ---------------- | --- | --- | --- | --- |
| 1    | Zamora       | 7    | 4  | 2 | 1 | 1 | 4  | 3  | +1   | Octavos de final |     | —   | 0–1 | 1–0 |
| 2    | Portuguesa   | 6    | 4  | 2 | 0 | 2 | 5  | 5  | 0    |                  |     | 1–2 | —   | 0–1 |
| 3    | Academia Rey | 4    | 4  | 1 | 1 | 2 | 4  | 5  | −1   |                  | 1–1 | 2–3 | —   |     |

 Fuente: Liga Futve

### Grupo I
| Pos. | Equipo           | Pts. | PJ | G | E | P | GF | GC | Dif. | Clasificación    |  | MON | ALC | DYP |
| ---- | ---------------- | ---- | -- | - | - | - | -- | -- | ---- | ---------------- |  | --- | --- | --- |
| 1    | Monagas          | 10   | 4  | 3 | 1 | 0 | 14 | 4  | +10  | Octavos de final |  | —   | 5–1 | 6–1 |
| 2    | Atlético La Cruz | 7    | 4  | 2 | 1 | 1 | 7  | 5  | +2   | Octavos de final |  | 0–0 | —   | 4–0 |
| 3    | Dynamo Puerto    | 0    | 4  | 0 | 0 | 4 | 3  | 15 | −12  |                  |  | 2–3 | 0–2 | —   |

 Fuente: Liga Futve

### Grupo J
| Pos. | Equipo           | Pts. | PJ | G | E | P | GF | GC | Dif. | Clasificación    |  | RAY | TRU | HDF |
| ---- | ---------------- | ---- | -- | - | - | - | -- | -- | ---- | ---------------- |  | --- | --- | --- |
| 1    | Rayo Zuliano     | 7    | 4  | 2 | 1 | 1 | 5  | 3  | +2   | Octavos de final |  | —   | 3–0 | 2–1 |
| 2    | Trujillanos      | 6    | 4  | 2 | 0 | 2 | 7  | 4  | +3   | Octavos de final |  | 2–0 | —   | 5–0 |
| 3    | Héroes de Falcón | 4    | 4  | 1 | 1 | 2 | 2  | 7  | −5   |                  |  | 0–0 | 1–0 | —   |

 Fuente: Liga Futve

### Mejores segundos
| Pos. | Grp. | Equipo                | Pts. | PJ | G | E | P | GF | GC | Dif. | Clasificación    |
| ---- | ---- | --------------------- | ---- | -- | - | - | - | -- | -- | ---- | ---------------- |
| 1    | C    | Angostura             | 7    | 4  | 2 | 1 | 1 | 4  | 1  | +3   | Octavos de final |
| 2    | I    | Atlético La Cruz      | 7    | 4  | 2 | 1 | 1 | 7  | 5  | +2   | Octavos de final |
| 3    | D    | Inter de Barinas      | 7    | 4  | 2 | 1 | 1 | 6  | 5  | +1   | Octavos de final |
| 4    | E    | Universidad Central   | 7    | 4  | 2 | 1 | 1 | 3  | 2  | +1   | Octavos de final |
| 5    | G    | Marítimo de La Guaira | 6    | 4  | 1 | 3 | 0 | 8  | 5  | +3   | Octavos de final |
| 6    | J    | Trujillanos           | 6    | 4  | 2 | 0 | 2 | 7  | 4  | +3   | Octavos de final |
| 7    | A    | Caracas               | 6    | 4  | 2 | 0 | 2 | 6  | 5  | +1   |                  |
| 8    | H    | Portuguesa            | 6    | 4  | 2 | 0 | 2 | 5  | 5  | 0    |                  |
| 9    | B    | Yaracuyanos           | 6    | 4  | 2 | 0 | 2 | 4  | 4  | 0    |                  |
| 10   | F    | Ureña                 | 6    | 4  | 2 | 0 | 2 | 7  | 13 | −6   |                  |

 Fuente: Liga Futve
Criterios de clasificación: 1) Puntos; 2) Diferencia de gol; 3) Goles anotados; 4) Puntos disciplinarios; 5) Sorteo.

## Fase final

### Cuadro de desarrollo
|  | Octavos de final        | Octavos de final        | Octavos de final      |                       |                         | Cuartos de final        | Cuartos de final | Cuartos de final |  |                     | Semifinales         | Semifinales | Semifinales |  |                | Final          | Final | Final |  |
|  |                         |                         |                       |                       |                         |                         |                  |                  |  |                     |                     |             |             |  |                |                |       |       |  |
|  |                         |                         |                       |                       |                         |                         |                  |                  |  |                     |                     |             |             |  |                |                |       |       |  |
|  | Atlético La Cruz        | Atlético La Cruz        | 0 (4)                 |                       |                         |                         |                  |                  |  |                     |                     |             |             |  |                |                |       |       |  |
|  | Atlético La Cruz        | Atlético La Cruz        | 0 (4)                 |                       |                         |                         |                  |                  |  |                     |                     |             |             |  |                |                |       |       |  |
|  | Angostura               | Angostura               | 0 (5)                 |                       |                         |                         |                  |                  |  |                     |                     |             |             |  |                |                |       |       |  |
|  | Angostura               | Angostura               | 0 (5)                 |                       | Angostura               | Angostura               | 1                |                  |  |                     |                     |             |             |  |                |                |       |       |  |
|  |                         |                         |                       |                       | Angostura               | Angostura               | 1                |                  |  |                     |                     |             |             |  |                |                |       |       |  |
|  |                         |                         | Monagas               | Monagas               | 2                       |                         |                  |                  |  |                     |                     |             |             |  |                |                |       |       |  |
|  | Trujillanos             | Trujillanos             | Monagas               | Monagas               | 2                       | 0                       |                  |                  |  |                     |                     |             |             |  |                |                |       |       |  |
|  | Trujillanos             | Trujillanos             |                       |                       |                         |                         |                  |                  |  |                     |                     |             |             |  |                |                |       |       |  |
|  | Monagas                 | Monagas                 | 1                     |                       |                         |                         |                  |                  |  |                     |                     |             |             |  |                |                |       |       |  |
|  | Monagas                 | Monagas                 | 1                     |                       |                         |                         |                  |                  |  | Monagas             | Monagas             | 0           |             |  |                |                |       |       |  |
|  |                         |                         |                       |                       |                         |                         |                  |                  |  | Monagas             | Monagas             | 0           |             |  |                |                |       |       |  |
|  |                         |                         | Metropolitanos        | Metropolitanos        | 2                       |                         |                  |                  |  |                     |                     |             |             |  |                |                |       |       |  |
|  | Academia Puerto Cabello | Academia Puerto Cabello | Metropolitanos        | Metropolitanos        | 2                       | 0 (6)                   |                  |                  |  |                     |                     |             |             |  |                |                |       |       |  |
|  | Academia Puerto Cabello | Academia Puerto Cabello |                       |                       |                         |                         |                  |                  |  |                     |                     |             |             |  |                |                |       |       |  |
|  | Zamora                  | Zamora                  | 0 (5)                 |                       |                         |                         |                  |                  |  |                     |                     |             |             |  |                |                |       |       |  |
|  | Zamora                  | Zamora                  | 0 (5)                 |                       | Academia Puerto Cabello | Academia Puerto Cabello | 2                |                  |  |                     |                     |             |             |  |                |                |       |       |  |
|  |                         |                         |                       |                       | Academia Puerto Cabello | Academia Puerto Cabello | 2                |                  |  |                     |                     |             |             |  |                |                |       |       |  |
|  |                         |                         | Metropolitanos        | Metropolitanos        | 4                       |                         |                  |                  |  |                     |                     |             |             |  |                |                |       |       |  |
|  | Inter de Barinas        | Inter de Barinas        | Metropolitanos        | Metropolitanos        | 4                       | 2                       |                  |                  |  |                     |                     |             |             |  |                |                |       |       |  |
|  | Inter de Barinas        | Inter de Barinas        |                       |                       |                         |                         |                  |                  |  |                     |                     |             |             |  |                |                |       |       |  |
|  | Metropolitanos          | Metropolitanos          | 3                     |                       |                         |                         |                  |                  |  |                     |                     |             |             |  |                |                |       |       |  |
|  | Metropolitanos          | Metropolitanos          | 3                     |                       |                         |                         |                  |                  |  |                     |                     |             |             |  | Metropolitanos | Metropolitanos | 0     |       |  |
|  |                         |                         |                       |                       |                         |                         |                  |                  |  |                     |                     |             |             |  | Metropolitanos | Metropolitanos | 0     |       |  |
|  |                         |                         | Deportivo La Guaira   | Deportivo La Guaira   | 1                       |                         |                  |                  |  |                     |                     |             |             |  |                |                |       |       |  |
|  | Universidad Central     | Universidad Central     | Deportivo La Guaira   | Deportivo La Guaira   | 1                       | 2                       |                  |                  |  |                     |                     |             |             |  |                |                |       |       |  |
|  | Universidad Central     | Universidad Central     |                       |                       |                         |                         |                  |                  |  |                     |                     |             |             |  |                |                |       |       |  |
|  | Deportivo Táchira       | Deportivo Táchira       | 0                     |                       |                         |                         |                  |                  |  |                     |                     |             |             |  |                |                |       |       |  |
|  | Deportivo Táchira       | Deportivo Táchira       | 0                     |                       | Universidad Central     | Universidad Central     | 0 (3)            |                  |  |                     |                     |             |             |  |                |                |       |       |  |
|  |                         |                         |                       |                       | Universidad Central     | Universidad Central     | 0 (3)            |                  |  |                     |                     |             |             |  |                |                |       |       |  |
|  |                         |                         | Deportivo La Guaira   | Deportivo La Guaira   | 0 (4)                   |                         |                  |                  |  |                     |                     |             |             |  |                |                |       |       |  |
|  | Deportivo La Guaira     | Deportivo La Guaira     | Deportivo La Guaira   | Deportivo La Guaira   | 0 (4)                   | 0 (3)                   |                  |                  |  |                     |                     |             |             |  |                |                |       |       |  |
|  | Deportivo La Guaira     | Deportivo La Guaira     |                       |                       |                         |                         |                  |                  |  |                     |                     |             |             |  |                |                |       |       |  |
|  | Estudiantes de Mérida   | Estudiantes de Mérida   | 0 (1)                 |                       |                         |                         |                  |                  |  |                     |                     |             |             |  |                |                |       |       |  |
|  | Estudiantes de Mérida   | Estudiantes de Mérida   | 0 (1)                 |                       |                         |                         |                  |                  |  | Deportivo La Guaira | Deportivo La Guaira | 2           |             |  |                |                |       |       |  |
|  |                         |                         |                       |                       |                         |                         |                  |                  |  | Deportivo La Guaira | Deportivo La Guaira | 2           |             |  |                |                |       |       |  |
|  |                         |                         | Rayo Zuliano          | Rayo Zuliano          | 1                       |                         |                  |                  |  |                     |                     |             |             |  |                |                |       |       |  |
|  | Bolívar                 | Bolívar                 | Rayo Zuliano          | Rayo Zuliano          | 1                       | 0                       |                  |                  |  |                     |                     |             |             |  |                |                |       |       |  |
|  | Bolívar                 | Bolívar                 |                       |                       |                         |                         |                  |                  |  |                     |                     |             |             |  |                |                |       |       |  |
|  | Rayo Zuliano            | Rayo Zuliano            | 1                     |                       |                         |                         |                  |                  |  |                     |                     |             |             |  |                |                |       |       |  |
|  | Rayo Zuliano            | Rayo Zuliano            | 1                     |                       | Rayo Zuliano            | Rayo Zuliano            | 1 (4)            |                  |  |                     |                     |             |             |  |                |                |       |       |  |
|  |                         |                         |                       |                       | Rayo Zuliano            | Rayo Zuliano            | 1 (4)            |                  |  |                     |                     |             |             |  |                |                |       |       |  |
|  |                         |                         | Marítimo de La Guaira | Marítimo de La Guaira | 1 (3)                   |                         |                  |                  |  |                     |                     |             |             |  |                |                |       |       |  |
|  | Anzoátegui              | Anzoátegui              | Marítimo de La Guaira | Marítimo de La Guaira | 1 (3)                   | 1                       |                  |                  |  |                     |                     |             |             |  |                |                |       |       |  |
|  | Anzoátegui              | Anzoátegui              |                       |                       |                         |                         |                  |                  |  |                     |                     |             |             |  |                |                |       |       |  |
|  | Marítimo de La Guaira   | Marítimo de La Guaira   | 3                     |                       |                         |                         |                  |                  |  |                     |                     |             |             |  |                |                |       |       |  |
|  | Marítimo de La Guaira   | Marítimo de La Guaira   | 3                     |                       |                         |                         |                  |                  |  |                     |                     |             |             |  |                |                |       |       |  |
|  |                         |                         |                       |                       |                         |                         |                  |                  |  |                     |                     |             |             |  |                |                |       |       |  |

### Octavos de final
| Equipo 1                | Resultado    | Equipo 2              |
| ----------------------- | ------------ | --------------------- |
| Atlético La Cruz        | 0–0 (4–5 p.) | Angostura             |
| Anzoátegui              | 1–3          | Marítimo de La Guaira |
| Deportivo La Guaira     | 0–0 (3–1 p.) | Estudiantes de Mérida |
| Trujillanos             | 0–1          | Monagas               |
| Bolívar                 | 0–1          | Rayo Zuliano          |
| Inter de Barinas        | 2–3          | Metropolitanos        |
| Academia Puerto Cabello | 0–0 (6–5 p.) | Zamora                |
| Universidad Central     | 2–0          | Deportivo Táchira     |

### Cuartos de final
| Equipo 1                | Resultado    | Equipo 2              |
| ----------------------- | ------------ | --------------------- |
| Angostura               | 1–2          | Monagas               |
| Academia Puerto Cabello | 2–4          | Metropolitanos        |
| Universidad Central     | 0–0 (3–4 p.) | Deportivo La Guaira   |
| Rayo Zuliano            | 1–1 (4–3 p.) | Marítimo de La Guaira |

### Semifinales
| Equipo 1            | Resultado | Equipo 2       |
| ------------------- | --------- | -------------- |
| Monagas             | 0–2       | Metropolitanos |
| Deportivo La Guaira | 2–1       | Rayo Zuliano   |

### Final
| 20 de julio de 2024 | Metropolitanos | 0 – 1   | Deportivo La Guaira | Estadio Brígido Iriarte, Caracas                    |                                                     |
| 17:00 (UTC-4)       |                | Reporte | Pérez 41' (a.g.)    | Árbitro(s): Alejandro Velásquez VAR: Yorman Delgado | Árbitro(s): Alejandro Velásquez VAR: Yorman Delgado |

|                                         |
| Bandera de Venezuela                    |
| Campeón Deportivo La Guaira 3.er título |